# Karin Luckey
Karin Luckey (* 1956 in Wuppertal) ist eine deutsche Sozial- und Erziehungswissenschaftlerin. Sie war von September 2008 bis August 2023 Rektorin der Hochschule Bremen.

## Biografie

### Ausbildung und Beruf
Luckey studierte von 1978 bis 1984 Soziologie, Sozial-, Erziehungswissenschaften und Germanistik an der Universität Bonn und der Bergischen Universität Wuppertal. Von 1985 bis 1987 war sie Wissenschaftliche Mitarbeiterin an der Hamburger Hochschule für Wirtschaft und Politik und promovierte 1997 an der Hochschule. Von 1986 bis 1988 war sie wissenschaftlich-pädagogische Mitarbeiterin an der Hamburger Volkshochschule. Von 1984 bis 1997 war sie Vorstandsmitglied des Instituts für Gesundheits-, Umwelt- und Sozialplanung in Hamburg mit den Schwerpunkten Organisations- und Personalentwicklung, Evaluation von Modellprojekten der Arbeitsmarkt- und Beschäftigungspolitik, New Public Management und Qualitätsmanagement. Seit 1986 übte sie Lehrtätigkeiten in der Aus-, Fort- und Weiterbildung, insbesondere im Sozial- und Gesundheitssektor und im Bereich öffentlicher Verwaltung aus. Als Mitbegründerin eines interdisziplinären Forschungsinstituts war sie von 1987 bis 1997 dort wissenschaftliche Mitarbeiterin. Als Projektleiterin und zeitweise Vorstandsmitglied war sie bis 1998 im Institut für Gesundheits-, Umwelt und Sozialplanung (IGUS) in Hamburg tätig.

### Hochschullehrerin und Rektorin
Von 1997 bis 2008 nahm sie die Professur für Management von sozialen Organisationen und Soziale Arbeit an der Fachhochschule Oldenburg Ostfriesland Wilhelmshaven im Fachbereich Soziale Arbeit und Gesundheit wahr und war ab 2002 Dekanin sowie Mitglied des erweiterten Präsidiums sowie beratendes Mitglied im Senat. 
2008 wurde sie vom Akademischen Senat der Hochschule Bremen zur Rektorin gewählt. Dieses Amt hatte sie bis August 2023 inne. Ihr folgte Konrad Wolf nach.

### Weitere Mitgliedschaften (Auswahl)
- Sie ist Stellvertretende Vorsitzende der Landesrektorenkonferenz (Land Bremen)
- Vorsitzende von uni-assist e.V. in Berlin
- Mitglied im Expertenkreis des Bundesministeriums für Bildung und Forschung für Forschungsförderung an Fachhochschulen.
- Sprecherin des Beirates der Metropolregion Nordwest und beratendes Mitglied im Vorstand der Metropolregion
- Konfuzius-Institut Bremen (i. G.); Vorsitzendes des Fördervereins
- Kooperationsstelle Hochschulen und Gewerkschaften Bremen: Mitglied des Beirates
- Vollmitgliedschaft in der EUA – 2010 – Vertretung der HSB

## Werke
- mit Stefan Görres und  Jens Stappenbeck: Qualitätszirkel in der Alten- und Krankenpflege: Evaluationsstudie. Robert Bosch Stiftung (Hg.), Verlag Huber, Bern 1997, ISBN  3456828276.
- mit Wulf Damkowski, Sigrid Lorenz, Jutta Rothe und Jens Stappenbeck: Neue Formen lokaler Sozial- und Gesundheitsdienste. Bund-Verlag, 1998, ISBN 3766321803.
- mit Wulf Damkowski und Stefan Görres: Sozialstationen: Konzept und Praxis eines Modells ambulanter Versorgung. Campus Verlag, 1988, ISBN 3593339145.
- mit Wulf Damkowski und Stefan Görres: Patienten im Gesundheitssystem. Maro Verlag, 1995, ISBN 3875121805.